# Cantone di Saint-André-les-Vergers
Il Cantone di Saint-André-les-Vergers è una divisione amministrativa dell'arrondissement di Troyes.
È stato costituito a seguito della riforma approvata con decreto del 21 febbraio 2014, che ha avuto attuazione dopo le elezioni dipartimentali del 2015.

## Composizione
I comuni appartenenti al cantone sono i seguenti 5:
- La Rivière-de-Corps
- Rosières-près-Troyes
- Saint-André-les-Vergers
- Saint-Germain
- Torvilliers